# Костел Пресвятого Серця Господа Ісуса (Вільхівчик)
Костел Пресвятого Серця Господа Ісуса у Вільхівчику — культова споруда, римсько-католицький храм у селі Вільхівчику Гусятинської громади Чортківського району Тернопільської области України.

## Історія
У кінці XIX — на початку ХХ ст. у Вільхівчику було 700 римо-католиків, а в міжвоєнний період — менше тисячі, які належали до костьолу святого Антонія в Гусятині.
У 1927 році збудовано мурований філіальний костел.
Парафію обслуговують францисканці (орден Братів Менших) з парафії св. Антонія в Гусятині.